# A tanítónő (színmű)
A tanítónő – Falusi életkép három felvonásban Bródy Sándor 1907–1908 között írt és leghíresebbé vált színdarabja. Ősbemutatóját 1908-ban a Vígszínház színpadán tartották.

## Keletkezéstörténet
A cselekményszál alapját valós események ihlették: Bródy egy vidéki folyóiratban (talán a Szegedi Naplóban) olvasott egy Pesten tanult, vidéken elhelyezkedő fiatal tanítónő meghurcolásáról és öngyilkosságáról, melyet először novella formájában dolgozott fel, az Új Időkben Petrovics Katalin (1895), míg Az asszonyi szépség című elbeszéléskötetében A tanítónő címmel (1897) megjelentetve. Az a gyakorlat, miszerint egy novellista egy rövid írásából készít színdarabot, meglehetősen közkeletű volt a századforduló irodalmában – elég csak Csehovra, Gorkijra vagy Gárdonyi Gézára gondolni.
Bródy 1905-ös öngyilkossági kísérletét követően, lábadozásai alatt alig-alig alkot, 1908-ban A tanítónő színpadra állításával szólal meg ismét. A vígszínházi társulat olvasópróbáján a szerző maga olvassa fel darabját, melyet a színészgárda terjengősnek, nehezen betanulhatónak és befogadhatónak titulál. Ebből kifolyólag Faludi Gábor színházigazgató lerövidítteti a szövegkönyvet, és egyben ráveszi Bródyt, hogy a történetet is módosítsa: írjon – a közönség igényeinek megfelelve – esküvővel záródó, és ezáltal a felszínen pozitívabbnak ható végkifejletet színművéhez. E verzió marad 1954-ig a köztudatban, mikor is Siklós Olga, a Jókai Színház dramaturgja rálel Bródy módosítás előtti kéziratára, és közreadja, valamint színpadra állíttatja A tanítónőt a szerző eredeti szándékai szerint – ahogyan ma is ismerik és játsszák.

## Szereplők
- Tanítónő
- öreg Nagy István
- ifj. Nagy István
- Nagyasszony
- Tanító
- Kántor
- Kántorkisasszony
- Főúr
- Káplán
- Szolgabíró
- Járásorvos
- Törvénybíró
- Bérlő
- Gyógyszerész
- Lovászinas
- Postás
- Komornyik
- Hray Ida
- Prímás
- Három kenőasszony
- Iskoláslányok
- Gratulánsok

## Cselekmény
A századforduló egy meg nem nevezett falujának elöljárói új tanítónőt várnak a helyi iskolába. A kántorlakáson - ahová nem sokkal később betoppan Tóth Flóra, a fiatal, Pesten tanult, tettre kész és lelkes új tanerő - kártyázgató előítéletes és maradi férfiak nem sok jóra számítanak a jövevényt illetően, ám amint megérkezik, azonnal elkezdenek körülötte sürögni-forogni, intelligens(nek szánt) beszélgetések kezdeményezésével igyekeznek imponálni neki, valamint megpróbálják megkörnyékezni. Az új tanítónő híre eljut a falu összes lakójához, és a vidék tehetős és befolyásos családjához, Nagyékhoz. Az örökös, ifjabb Nagy István inasát küldi Flóráért, aki azonban visszautasítja a pökhendi fiatalember kérését, aki így személyesen is felkeresi, előállva szándékaival, ám megint csak falba ütközik: a felháborodott tanítónő most már személyesen is elzavarja Istvánt.
A második felvonásra eltelik három hónap Flóra érkezése óta, amely idő alatt ifj. Nagy folyamatosan ostromolja őt, zenészeket és virágokat küld hozzá. A falu köztiszteletben álló, magukat arrogáns módon mind magyar, mind pedig nemzetiségi – elsősorban szerb és zsidó – társaiknál felsőbbrendűnek tartó személyei, a szolgabíró, a káplán, a járásorvos, a gyógyszerész és a törvénybíró kivétel nélkül újra és újra sikamlós ajánlatokat tesznek a fiatal nőnek, de rendre csak elutasító szavakat hallanak viszont. A tárgyaláson magukat az állammal, az egyházzal és a társadalommal, lényegében a konzervatív renddel azonosító, sértett férfiak éppen ezért szánalmas és képmutató módon koholt vádakkal illetik Flórát, az „érzelmi alapon” szocialistát: szerető tartásával, erkölcstelenséggel, „piszok zsidó munká”-k olvasásával (Émile Zola regényével) és nem helyénvaló ideák vallásával és egyben tanításával, amelyeket a falubéli kislányok fejébe próbál plántálni. A semmiből összeálló és rögtönítélő bíróság távozásra kényszeríti Flórát, valamint a nővel rokonlelkű, az övéhez hasonló nézeteket valló tanítót. A hír hallatára ifj. Nagy István felkeresi a lányt, elárulja neki, hogy mennyit változott, amióta megismerte és belészeretett, félretette kicsapongó életmódját, nőcsábász attitűdjét. A tárgyalás során meghurcolt Flórát megpróbálja maradásra bírni és rávenni, hogy házasodjanak össze, majd ígéretet tesz: elküldi szüleit is, hogy illő módon kérje meg az ifjú hölgy kezét.
A tanítónőhöz ellátogatnak István szülei, ám a lánykérés cseppet sem a terv szerint zajlik le: fiuk linkségéről prédikálnak, megpróbálják Flórát inkább a szolgabíróhoz adni, pénzt kínálnak neki, bájitalfőzéssel vádolják, mire a nő végül sértetten hazaküldi a párt, és a fiukkal együtt várja őket vissza, ám megalázó helyzetére nézve nem ígér igenlő választ. A család újbóli jövetelekor megismétli a leánykérést, amire Flóra végül nemet mond. István a szüleit okolja emiatt, ráadásul felemlegeti bátyja öngyilkosságát is. A fiatal hölgy a darab lezárásakor jó tanácsokkal látja el a jelenlevőket, majd emelt fővel távozik a faluból és a helybeliek életéből, akik – id. Nagy szavaival élve – ezzel „Eleresztették… az életet, a jövőt…”.

## Értelmezés

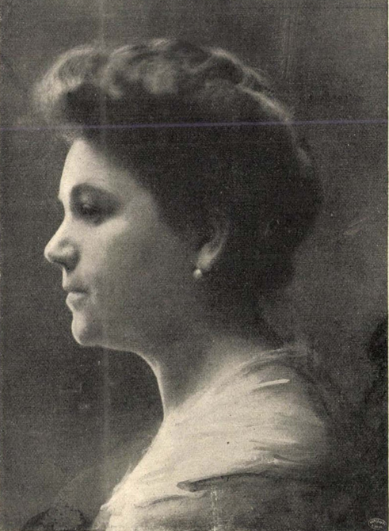
A címszerepben: Varsányi Irén a darab ősbemutatóján

Nemcsak A tanítónőt, de Bródy teljes drámaírói munkásságát is hagyományosan a naturalizmus magyarországi lenyomataként, „magyar Zola”-ként szokás tekinteni, azonban az irodalomtudomány nem megy el amellett sem, hogy darabjainak stílusa az impresszionizmushoz, vagy még inkább a szecesszióhoz legalább annyira közel áll, sőt, egy-egy jelenetben (például a furcsa lánykérés esetén) még a groteszk stílusjegyei is felütik a fejüket. Ami Bródynál A tanítónőben a naturalizmust képviseli, az a vidéki magyar társadalom beszűkültségére, elmaradottságára és kisszerűségére való rávilágítás - azáltal, hogy még a falu vezető személyiségei is erkölcsileg és intellektuálisan egyaránt züllöttek; valamint a problémák és az emberi ösztönök kendőzetlen bemutatása – amiért 1908-ban az elmarasztaló kritikát is kapta. Emellett az ún. „boldog békeidők” boldog mivoltának megkérdőjelezése, az életképszerű jelenetek, Flóra pozitivista szemlélettel való felruházása és szembeállítása a falu újszerűségtől való ódzkodásával, a Zolára, illetve regényére (Mouret abbé vétke) való hivatkozás, „az erőszak és a hatalom meghatározó szerepének hangsúlyozása az emberi kapcsolatokban”, valamint a korabeli közéleti kérdések firtatása – például a darab párbeszédeiben feltűnő, elsősorban a szolgabíró által bírált kivándorlás, a nemzetiségi és a zsidókérdés. Ez utóbbi több ponton is visszaköszön a drámában, az erkölcsileg züllött karakterek által bírálva, a zsidókon gúnyolódva, róluk negatív képet alkotva, míg Flórán keresztül talán maga a szerző szólal meg, aki az előbbiekkel ellenkezve pont, hogy szerethető, kedves emberekként ábrázolja az egyszerű, szegény, falusi zsidókat. Bródy maga emellett rokonszenvezett Zolával, és az, hogy műve „lezsidózását” a káplán szájába adja, még inkább erősíti a szimpátia fennállásának sejtését.
A drámai bonyodalmat a falubeli férfiak nemi vágyai és Flóra ellenállása okozza. Az ebből kibontakozó bíráskodáskor azonban fény vetül arra is, hogy nem csupán az iskolaszék vádaskodásairól és – Földes Anna szerint a darab végére egyre inkább felerősödő – egyfajta romantikus regényességgel átitatott szerelmi szálról szól a fáma, hanem a megkövült vidéki társadalom és Flóra, a nő újszerű mentalitása, önmagára ébredése közötti kollízióról is. A főhős nem követ el bűnt, az őt körülvevő világ számára mégis bűnös, és éppen ezt a lehetetlen helyzetet megelégelve fellázad az egyén, méghozzá a női egyén a konvenciókkal szemben, leleplezi a hazugságokat, az erkölcstelenséget, és alapjaiban teszi ingataggá a fennálló „férfierkölcsű” rendet, ami végül elhozza Flóra morális diadalát. A nőiség ezen újfajta felfogása, a férfiakhoz felérő, velük egyenrangú félként való ábrázolása, lázadása – és kiútkeresése – a konzervativizmussal szemben, valamint Flóra alakjának heroizálása miatt lépi túl A tanítónő a naturalizmus kereteit és válik szecessziós színdarabbá.

## Színházi bemutatók, fogadtatás
Az 1908-as vígszínházi ősbemutató hatalmas közönségsiker volt, azonban a kritika és a politikai elit elmarasztalta A tanítónőt, amiatt, hogy csupa züllött, erkölcstelen, romlott figurát felvonultatva Bródy rendkívül negatív színben tüntette fel a vidéki magyar társadalmat és a helyi állapotokat. Emiatt a Tanácsköztársaság idejéig nem is igazán kap nyilvánosságot a darab, majd ez a tendencia folytatódik 1919-et követően is. A Bródy által eredetileg színpadra szánt verzió Berlinben mutatkozott be először, Max Reinhardt rendezésében, mely végül hatalmas bukásnak bizonyult, és sikert csupán majd’ fél évszázaddal később, 1954-ben ért el, a Jókai Színház társulatának előadásában.
Első színpadra állítása óta még 37 alkalommal rendezték meg A tanítónőt magyar színházban: többek közt Kolozsvár, Marosvásárhely, Kassa, Zalaegerszeg, Debrecen, Békéscsaba, valamint számos budapesti teátrum adott otthont Bródy időtálló darabjának. Legújabban 2013-ban mutatta be a Miskolci Nemzeti Színház, Rusznyák Gábor rendezésében.

## Adaptációk
A tanítónőt három alkalommal filmesítették meg: 1917-ben (r.: Janovics Jenő) és 1945-ben (r.: Keleti Márton) mozi-, 1985-ben tévéfilm (r.: Léner Péter) formájában. Az 1945-ös filmváltozatot az 1947-es cannes-i filmfesztivál versenyprogramjába is beválogatták.

### Használt szövegkiadások
- Bródy Sándor.szerk.: Rajnai Edit: A tanítónő, Válogatott drámái. Budapest: Unikornis, 127–189. o. (1996). Hozzáférés ideje: 2014. május 3.
- Bródy Sándor. A tanítónő, Az asszonyi szépség: Többféle apróságok, melyek a czimre vonatkoznak. Budapest: Pallas Irodalmi és Nyomdai Részvénytársaság (1897). Hozzáférés ideje: 2014. június 1.

### Szakirodalom
- Druzsin Ferenc, „Bródy Sándor »falusi színművei«: A dada (1902), A tanítónő (1908)”, in: Cs. Varga István, szerk., „Születtem Egerben, amire büszke vagyok”: In memoriam Bródy Sándor (Budapest: Hungarovox, 2013), pp. 101–128.
- Földes Anna, Bródy Sándor (Budapest: Gondolat, 1964)
- Földes Anna, „Tóth Flóra odisszeája”, Criticai Lapok, 7 (2012) – http://www.criticailapok.hu/index.php?option=com_content&view=article&id=38411:toth-flora-odisszeaja&catid=25:2012 (lekérés ideje: 2014.05.04.)
- Gintli Tibor, „A 20. század első felének magyar irodalma”, in: Uő, szerk., Magyar irodalom (Budapest: Akadémia, 2010), pp. 641–853.
- Juhász Ferencné, Bródy Sándor (Budapest: Akadémia Kiadó, 1971)
- Peremiczky Szilvia, „’Árpád és Ábrahám földiek voltak’: 1848. Megjelenik az Első magyar zsidó naptár és évkönyv az 1848-ik szökőévre”, in: Szegedy-Maszák Mihály – Veres András, szerk., A magyar irodalom történetei 2.: 1800-tól 1919-ig (Budapest: Gondolat, 2007), pp. 297–314.

### Adatbázisok
- Festival de Cannes – Official Website - http://www.festival-cannes.com/en.html Archiválva 2012. szeptember 21-i dátummal a Wayback Machine-ben (lekérés ideje: 2014. 06. 02.)
- Internet Movie Database – http://www.imdb.com/ (lekérés ideje: 2014. 06. 02.)
- Magyar Nemzeti Filmarchívum – http://www.filmintezet.hu/ (lekérés ideje: 2014. 06. 02.)
- Színházi Adattár – http://www.szinhaziadattar.hu/index.php?lang=hu (lekérés ideje: 2014. 06. 03.)